# Samson Siasia
Samson Siasia (Lagos, Nigeria; 14 de agosto de 1967) es un exfutbolista y entrenador nigeriano que jugaba en la posición de delantero.

## Carrera

### Club
Inicío su carrera en 1982 con el Julius Berger FC, equipo en el que estuvo por tres temporadas para después firmar con el Flash Flamingoes, y para 1987 firma con El-Kanemi Warriors, equipo que dejó a mitad de temporada para viajar a Bélgica y firmar con el KSC Lokeren con quien jugaría la Copa de la UEFA 1987-88, participó en 151 partidos y anotó 31 goles en seis temporadas con el equipo.
En 1993 firma con el FC Nantes, equipo con el que sería campeón de la Ligue 1 en la temporada 1994/95 y semifinalista de la Liga de Campeones de la UEFA de 1995/96, anotó cuatro goles en 40 partidos en dos temporadas con el club.
En 1995 viaja a Portugal para jugar con el FC Tirsense con quien solo jugó 15 partidos en su única temporada con el equipo. En 1996 viaja a Arabia Saudita para jugar con el Al-Hilal FC, donde sería ganador de la Recopa de la AFC 1996-97, dejando al equipo tras una temporada para ir a Australia a jugar con el Perth Glory FC, equipo con el que anotó tres goles en 22 partidos.
En 1998 viaja a Israel para unirse al Hapoel Tzafririm Holon FC, con el que anotó 12 goles en 30 partidos, retirándose dos años después.

### Selección nacional
Jugó para Nigeria de 1984 a 1999 en 51 partidos y anotó 16 goles, uno de ellos en la derrota por 1-2 ante Argentina en la Copa Mundial de Fútbol de 1994. Logró ganar la Copa Africana de Naciones 1994, además de integrar a los equipos que participaron en la Copa Africana de Naciones 1992, en los Juegos Olímpicos de Seúl 1988 y la Copa Rey Fahd 1995. Actualmente es uno de los goleadores históricos de la selección nacional.

### Entrenador
Su primer equipo fue la selección nacional sub-20, donde fue finalista de la Copa Africana de Naciones Sub-20 y de la Copa Mundial de Fútbol Sub-20 de 2005 que perdieron ante Argentina. En 2007 se hizo cargo de selección olímpica logrando la medalla de plata en los Juegos Olímpicos de Pekín 2008 perdiendo la final ante Argentina y ganó la Copa Intercontinental de Malasia Sub-23 de 2008.
En 2010 es mandado a dirigir a Nigeria como reemplazo del sueco Lars Lagerbäck, siendo removido de su cargo al no poder clasificar a la Copa Africana de Naciones 2012. En 2012 viaja a India para dirigir al Durgapur FC, su primer club, donde dirigió por una temporada.
En 2016 vuelve a dirigir a Nigeria y al mismo tiempo a la selección olímpica, llevandó a esta última a ganar la medalla de bronce en los Juegos Olímpicos de Río de Janeiro 2016. Tras quedar libre en 2017 fue uno de los candidatos para dirigir a Ruanda y un año después a Camerún pero quedó en nada.
En agosto de 2019 fue suspendido de por vida por la FIFA por un caso relacionado con arreglo de partidos. Presentó una apelación pero no prosperó, por lo que en junio de 2021 presentó una apelación ante el Tribunal de Arbitraje Deportivo para reducir la suspensión a cinco años y a cancelar una multa de 54000. $

## Homenaje
En noviembre de 2009 el estadio Yenagoa Township Stadium le fue puesto su nombre en su honor.

## Logros

### Jugador
- Copa Africana de Naciones: 1

1992
- Ligue 1: 1

1994/95

### Entrenador
- Fútbol en los Juegos Olímpicos

-  (1): 2008
-  (1): 2016

- Copa Intercontinental de Malasia Sub-23: 1

2008